# شهرستان کونیشیوفسکی
شهرستان کونیشیوفسکی (به لاتین: Konyshyovsky District) یک شهرستان در روسیه است که در استان کورسک واقع شده‌است.